# Giovanni Bizzelli
Giovanni Bizzelli (1556 – 1612) è stato un pittore italiano, di scuola fiorentina, seguace dello stile manierista.

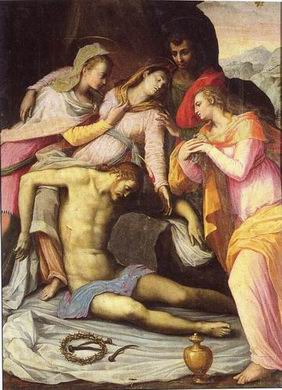
Giovanni Bizzelli, Cristo deposto, Pieve di Sant'Ippolito, Vernio

Nell'orbita di Alessandro Allori, partecipò alla decorazione per esempio del soffitto del corridoio est degli Uffizi, aiutando Antonio Tempesta nella realizzazione delle grottesche. Realizzò anche alcuni cartoni per gli apparati funebri per i funerali di Filippo II di Spagna e di Margherita d'Austria.